# Peter Carrington, 6. baron Carrington
Peter Alexander Rupert Carrington, 6. baron Carrington (6. června 1919, Londýn, Anglie – 9. července 2018, Londýn, Anglie) byl britský politik. Jako příslušník šlechtického rodu byl od mládí dědičným členem Sněmovny lordů. Po službě v armádě během druhé světové války se stal vlivnou osobností Konzervativní strany a během několika desetiletí zastával několik ministerských funkcí v konzervativních vládách. Svou kariéru završil jako generální tajemník NATO (1984–1988).

## Životopis

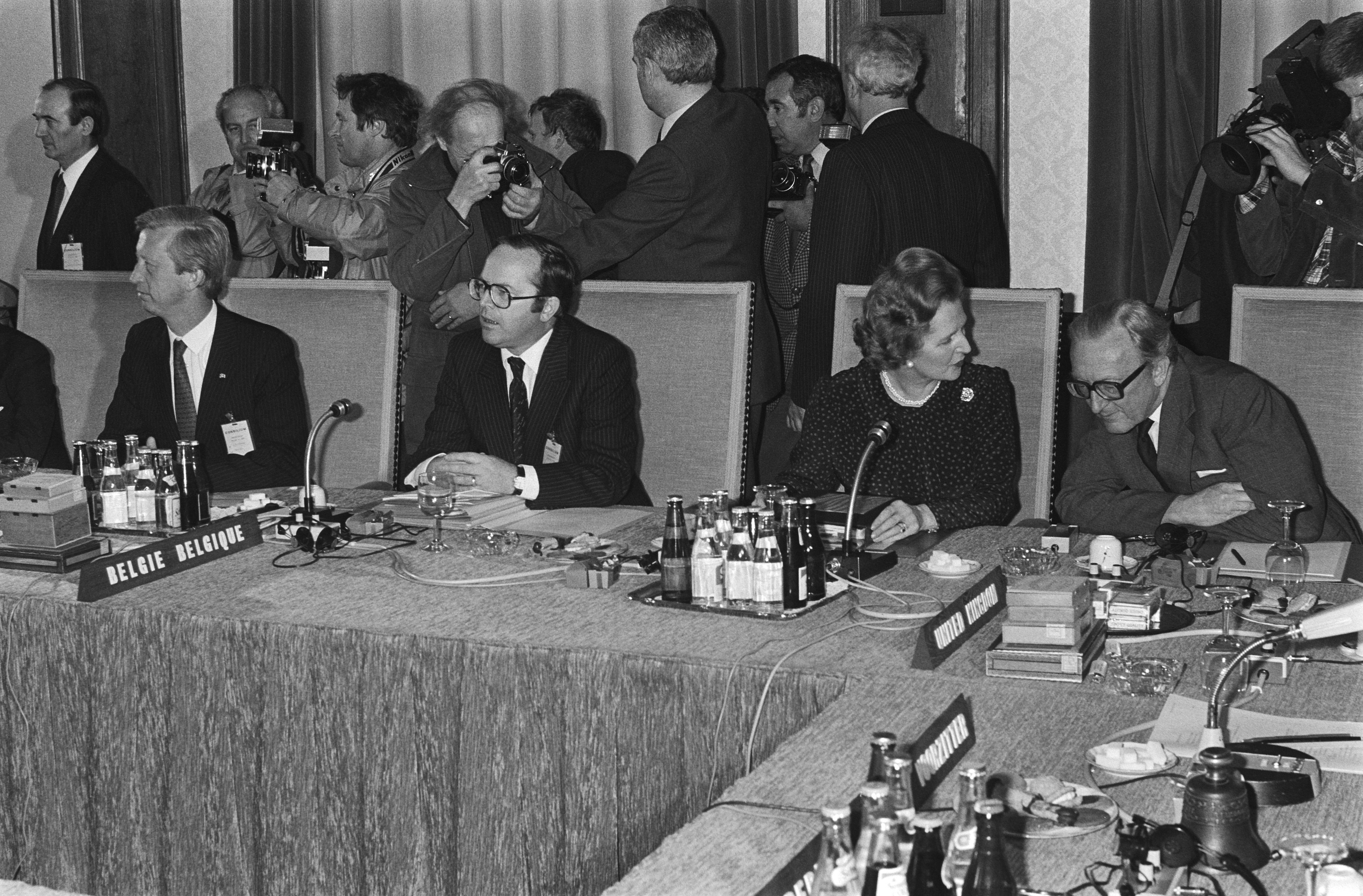
Lord Carrington ve funkci ministra zahraničí s premiérkou Margaret Thatcherovou na zasedání Rady Evropy v Maastrichtu

Pocházel ze staré a vlivné bankéřské rodiny Smithů, která od roku 1839 užívala příjmení Carrington. Byl jediným synem armádního důstojníka Ruperta Carringtona, 5. barona Carringtona (1891–1938), a jeho manželky Sybil Colville (1897–1946), dcery 2. vikomta Colvilla. Studoval v Etonu a poté na vojenské škole v Sandhurstu. Mezitím po otci zdědil titul barona z Carringtonu (1938), v té době byl ale nezletilý a do Sněmovny lordů vstoupil fakticky až v roce 1945. V roce 1939 vstoupil do armády jako podporučík, během druhé světové války postupoval v hodnostech, vyznamenal se v roce 1944 v Holandsku, obdržel Vojenský kříž a dosáhl hodnosti majora.
Po skončení druhé světové války se začal angažovat v politice jako člen Konzervativní strany ve Sněmovně lordů. V Churchillově a Edenově vládě zastával funkci parlamentního tajemníka na ministerstvu zemědělství a výživy (1951–1954). Od října 1954 do října 1956 byl parlamentním tajemníkem na ministerstvu obrany. V letech 1956–1959 byl vysokým komisařem pro Austrálii a v roce 1959 byl jmenován členem Tajné rady. V další konzervativní vládě Harolda Macmillana byl pověřen úřadem prvního lorda admirality (ministr námořnictva, 1959–1963). V letech 1963–1964 byl ministrem bez portfeje a v této době mluvčím Konzervativní strany ve Sněmovně lordů. V letech 1964–1970 vedl v Horní sněmovně konzervativní opozici. V další konzervativní vládě Edwarda Heatha byl ministrem obrany (1970–1974) a v letech 1972–1974 také předsedou Konzervativní strany. V kabinetu Margaret Thatcherové zastával funkci ministra zahraničí a pro záležitosti Commonwealthu (1979–1982), na úřad rezignoval v době války o Falklandy. V letech 1984–1988 byl generálním tajemníkem NATO, v roce 1991 ještě vedl diplomatické rozhovory o situaci v Jugoslávii (tzv. Carrington-Cutileirův plán o rozdělení Jugoslávie podle národnostního složení).

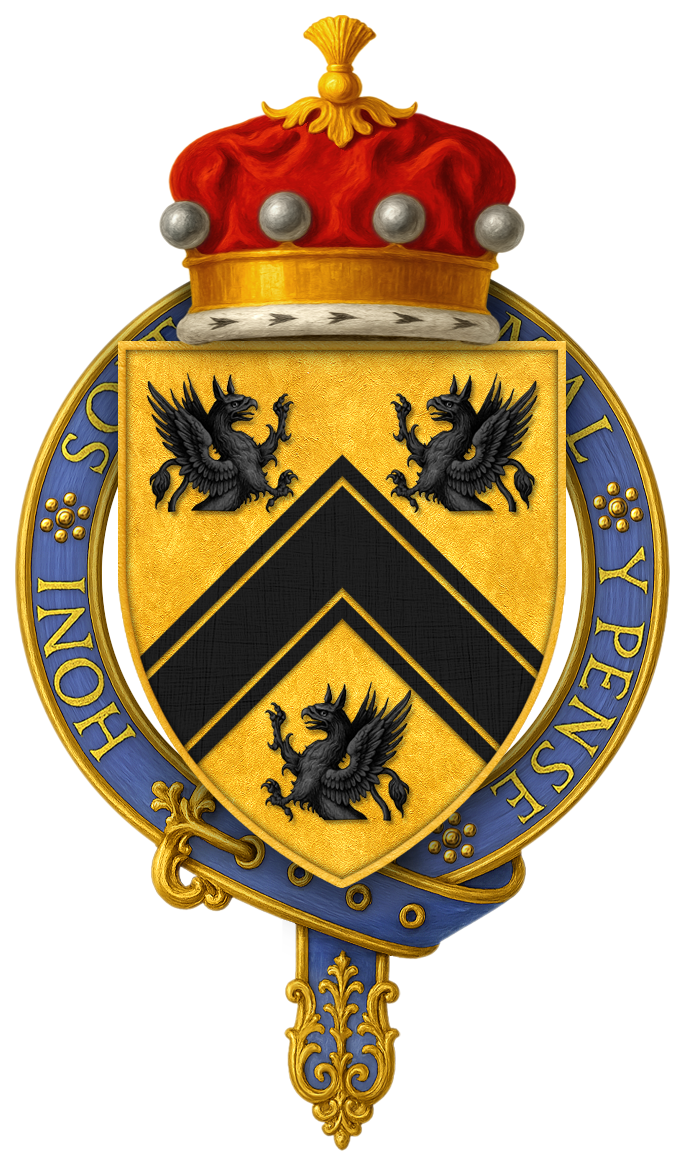
Erb 6. barona Carringtona s dekorací Podvazkového řádu

Když v roce 1999 zákon o Sněmovně lordů (House of Lords Act 1999) zrušil automatické dědičné členství peerů v Horní sněmovně, obdržel doživotní titul barona Caringtona. Již krátce po druhé světové válce vykonával také funkce smírčího soudce a zástupce místodržitele v hrabství Buckinghamshire, kde rodina vlastnila statky. V roce 1958 obdržel Řád sv. Michala a sv. Jiří, o třicet let později získal velkokříž téhož řádu (1988). V roce 1985 byl jmenován rytířem Podvazkového řádu Během své dlouholeté kariéry získal řadu čestných doktorátů na univerzitách ve Spojeném království a v USA, v letech 1992–2007 zastával čestnou funkci kancléře univerzity v Readingu. V letech 1984–1994 byl kancléřem Řádu sv. Michala a Jiří a v letech 1994–2012 kancléřem Podvazkového řádu. Několik vyznamenání obdržel také v zahraničí, v USA získal Prezidentskou medaili svobody, ve Španělsku obdržel velkokříž Řádu Karla III. Zastával také řadu funkcí v různých obchodních společnostech a průmyslových podnicích.
V roce 1942 se oženil s Ionou McClean (1920–2009), dcerou podplukovníka RAF Sira Francise Mccleana. Současným nositelem titulu barona Carringtona je jejich syn Rupert Francis Carrington, 7. baron Carrington (* 1948).
Jeho prastrýc Charles Wynn-Carrington, 1. markýz z Lincolnshire (1843–1928) patřil k významným osobnostem Liberální strany přelomu 19. a 20. století, zastával řadu funkcí u dvora, ve vládě a koloniální správě.